# بنجامين جي. بوريس
بنجامين جي. بوريس هو سياسي أمريكي، ولد في 19 مارس 1882 في مقاطعة ديفيس في الولايات المتحدة، وتوفي في 26 أبريل 1927 في هوب في الولايات المتحدة.